# 2010 год в боксе
2010 год в боксе.

## Любительский бокс
Создана Полупрофессиональная лига бокса.

### Чемпионат Европы по боксу 2010
| Весовая категория            | Золото                  | Серебро                      | Бронза                                                   |
| ---------------------------- | ----------------------- | ---------------------------- | -------------------------------------------------------- |
| Минимальный вес (— 48 кг)    | Патрик Барнс Ирландия   | Эльвин Мамишзаде Азербайджан | Хосе де ла Ниеве Линарес Испания Оганес Даниелян Армения |
| Наилегчайший вес (— 51 кг)   | Миша Алоян Россия       | Халид Яфай Англия            | Винченцо Пикарди Италия Ронни Беблик Германия            |
| Легчайший вес (— 54 кг)      | Эдуард Абзалимов Россия | Георгий Чигаев Украина       | Гамаль Яфай Англия Эндрю Селби Уэльс                     |
| Полулёгкий вес (— 57 кг)     | Денис Макаров Германия  | Ян Вьювер Англия             | Сергей Куницин Белоруссия Тайрон Маккиллах Ирландия      |
| Лёгкий вес (— 60 кг)         | Альберт Селимов Россия  | Томас Сталкер Англия         | Эрик Донован Ирландия Евгений Бурхард Германия           |
| Полусредний вес (— 64 кг)    | Грачья Джавахян Армения | Дьюла Кате Венгрия           | Александр Ключко Украина Александр Солянников Россия     |
| Первый средний вес (— 69 кг) | Балаж Бацкай Венгрия    | Алексис Вастин Франция       | Тарас Шелестюк Украина Магомед Нурудинов Белоруссия      |
| Второй средний вес (— 75 кг) | Артём Чеботарёв Россия  | Даррен О'Нейл Ирландия       | Николай Веселов Белоруссия Младен Манев Болгария         |
| Полутяжёлый вес (— 81 кг)    | Артур Бетербиев Россия  | Абделькадер Буэниа Франция   | Артур Хачатрян Армения Кеннет Иган Ирландия              |
| Первый тяжёлый вес (— 91 кг) | Егор Мехонцев Россия    | Тервель Пулев Болгария       | Денис Пояцыка Украина Йозеф Дармош Венгрия               |
| Супертяжёлый вес (+ 91 кг)   | Сергей Кузьмин Россия   | Виктор Зуев Белоруссия       | Йозеф Абедельгани Израиль Роман Капитоненко Украина      |

### Чемпионат мира по боксу среди женщин 2010
| Весовая категория | Золото                              | Серебро                   | Бронза                       |
| ----------------- | ----------------------------------- | ------------------------- | ---------------------------- |
| до 48 кг          | Чунгнейджанг Мэри Ком Хмангте Индия | Стелуца Дуцэ Румыния      | Элис Аппари Филиппины        |
| до 48 кг          | Чунгнейджанг Мэри Ком Хмангте Индия | Стелуца Дуцэ Румыния      | Назгуль Борантаева Казахстан |
| до 51 кг          | Жэнь Цаньцань Китай                 | Никола Адамс Англия       | Татьяна Коб Украина          |
| до 51 кг          | Жэнь Цаньцань Китай                 | Никола Адамс Англия       | Ханне Мякинен Финляндия      |
| до 54 кг          | Елена Савельева Россия              | Ким Хйе Сон КНДР          | Каролина Михальчук Польша    |
| до 54 кг          | Елена Савельева Россия              | Ким Хйе Сон КНДР          | Чилла Немеди-Варга Венгрия   |
| до 57 кг          | Юн Гым Джу КНДР                     | Ян Яньцзи Китай           | Тассамали Тхонгджан Таиланд  |
| до 57 кг          | Юн Гым Джу КНДР                     | Ян Яньцзи Китай           | Рим Джовини Тунис            |
| до 60 кг          | Кэти Тэйлор Ирландия                | Дун Чэн Китай             | Куин Андервуд США            |
| до 60 кг          | Кэти Тэйлор Ирландия                | Дун Чэн Китай             | Каролина Грачик Польша       |
| до 64 кг          | Гюльсюм Татар Турция                | Вера Слугина Россия       | Кашмир Джексон США           |
| до 64 кг          | Гюльсюм Татар Турция                | Вера Слугина Россия       | Эгидиюс Каваляускас Литва    |
| до 69 кг          | Эндриша Уоссон США                  | Саванна Маршал Англия     | Ян Тинтин Китай              |
| до 69 кг          | Эндриша Уоссон США                  | Саванна Маршал Англия     | Маришель де Йонг Нидерланды  |
| до 75 кг          | Мэри Спенсер Канада                 | Ли Цзинцзы Китай          | Лилия Дурнева Украина        |
| до 75 кг          | Мэри Спенсер Канада                 | Ли Цзинцзы Китай          | Мария Ковач Венгрия          |
| до 81 кг          | Розели Фейтоза Бразилия             | Марина Вольнова Казахстан | Тимеа Надь Венгрия           |
| до 81 кг          | Розели Фейтоза Бразилия             | Марина Вольнова Казахстан | Ван Яньжуй Китай             |
| свыше 81 кг       | Надежда Торлопова Россия            | Екатерина Кужель Украина  | Ли Юньфэй Китай              |
| свыше 81 кг       | Надежда Торлопова Россия            | Екатерина Кужель Украина  | Кавита Индия                 |

## Профессиональный бокс

### Тяжёлый вес
- 20 марта  Владимир Кличко защитил титулы IBF, IBO, WBO и The Ring KO12 против  Эдди Чемберса

- 3 апреля  Дэвид Хэй защитил титул чемпиона WBA TKO9 против  Джона Руиса

- 29 мая  Виталий Кличко защитил титул WBC KO10 против  Альберта Сосновского.

- 11 сентября  Владимир Кличко защитил титулы IBF, IBO, WBO и The Ring KO10 против  Сэмюэля Питера

- 16 октября  Виталий Кличко защитил титул WBC UD против  Шеннона Бриггса

- 13 ноября  Дэвид Хэй защитил титул чемпиона WBA TKO3 против  Одли Харрисона.

### Первый тяжёлый вес
- Кшиштоф Влодарчик нокаутировал TKO8  Джакобе Фрагоменни и стал новым чемпионом мира по версии WBC.
- Гильермо Джонс защитил титул WBA против россиянина  Валерия Брудова TKO11
- Стив Каннингем защитил титул IBF против  Троя Росса и  Энада Личины.
- Марко Хук спорно победил SD  Дениса Лебедева и сохранил титул чемпиона мира по версии WBO.

### Полутяжёлый вес
- Бейбут Шуменов победил SD  Габриэля Кампильо и стал новым чемпионом по версии WBA.
- Жан Паскаль в защите титула WBC победил TD11  Чэда Доусона и свёл вничью бой с  Бернардом Хопкинсом.
- Тейворис Клауд защитил титул IBF в бою против  Глена Джонсона и  Фулжинсио Зуниги.
- Натан Клеверли победил UD  Наджиба Мухаммеди и стал новым чемпионом мира по версии WBO.
- Бернард Хопкинс победил  Роя Джонса

### Второй средний вес
- Прервалась беспроигрышная серия непобеждённого  Артура Абрахама (31-0).

В 2010 году Абрахам провёл 2 поединка, и оба проиграл. 27 марта DQ11  Андре Дирреллу, а 27 октября  Карлу Фрочу UD.
- Миккель Кесслер нанёс первое поражение  Карлу Фрочу UD.

### Средний Вес
- Серхио Мартинес победил UD  Келли Павлика в бою за титул WBC
- Геннадий Головкин нокаутировал  Нильсона Джулио Тапиа, и стал регулярным чемпионом мира по версии WBA.

### Полусредний вес
- Мэнни Пакьяо победил UD  Джошуа Клотти в бою за титул WBO
- Флойд Мэйуэзер победил UD  Шейна Мосли.

## Награды
- Боксёр года —  Серхио Габриэль Мартинес
- Бой года —  Джовани Сегура KO8  Иван Кальдерон (1-й бой)
- Нокаут года —  Серхио Габриэль Мартинес KO2  Пол Уильямс
- Апсет года —  Джейсон Литзау SD  Селестино Кабальеро
- Возвращение года —  Бернард Хопкинс
- Событие года — Провалившиеся переговоры и отмена поединка Флойд Мэйвезер — Мэнни Пакьяо
- Раунд года —  Хуан Мануэль Лопес —  Бернабе Консепсьон, раунд 1
- Проспект года — награда не вручалась с 1989 по 2010 год